# Юлиус Шуберт
Юлиус Шуберт (на чешки: Július Schubert) е чехословашки футболист, полузащитник.

## Кариера
Шуберт започва да играе футбол в унгарския Ганц. През 1945 г. той се премества в Будапеща, където играе за Кобаняи Баратсаг във втора дивизия, а по-късно, през сезон 1945/46 в елита и вкарва 34 гола в 32 мача, но не успява да помогне на отбора да остане в елита.
През 1946 г. преминава в Слован (Братислава), който играе в първенството на Чехословакия. През сезон 1946/47 Шуберт вкарва 9 гола в първенството, неговите партньори в атаката са Ладислав Кубала и Юлиус Коростелев, а отбора завършва на шесто място. През сезон 1947/48 клубът печели бронзов медал, а Шуберт с 11 гола е вторият голмайстор на клуба, след Гейзе Шиманскому (16 гола).
През 1948 г. преминава в най-силния тогава италиански клуб Торино, за който успява да играе само в 5 мача в Серия А.
Единствената му титла в Италия е през сезон 1948/49, като тя е спечелена посмъртно, след като на 4 май 1949 г. отборът загива трагично в самолетна катастрофа в хълма Суперга в близост до Торино. До края на шампионата има 4 кръга, а Торино води в класирането. До краят на сезона в Серия А отбора играе с юношите си, които печелят и четирите мача от първенството. Трябва да се отбележи, че съперниците им (Дженоа, Палермо, Сампдория и Фиорентина) в тези мачове от уважение към загиналите, също излизат с юношите.

## Отличия
Торино
- Серия А: 1948/49